# Anemone (pictură de Luchian)
Anemone este o pictură în ulei pe pânză postimpresionistă  realizată în perioada 1905-1907 de pictorul român  Ștefan Luchian și este una dintre cele mai recunoscute lucrări ale sale. În anul 2003 a fost inclusă în Patrimoniul cultural național al României.